# شافبيرغ
شافبيرغ (بالإنجليزية: Schafberg (Switzerland))‏ هو أحد جبال سلسلة جبال الألب البرنية ويقع في كانتون برن/كانتون فريبورغ في سويسرا. يحتل المرتبة رقم 355 في قائمة جبال سويسرا من حيث الارتفاع، إذ يبلغ ارتفاعه حوالي 2239 متر، بينما يبلغ ارتفاع نتوء الجبل 735 متر.